# Agencia de Gestión Agraria y Pesquera de Andalucía
La Agencia de Gestión Agraria y Pesquera de Andalucía es una entidad instrumental de la administración de la Junta de Andalucía de régimen especial, previsto en la LAJA, y se rige por el derecho administrativo, sin perjuicio de la aplicación del derecho privado en aquellos ámbitos en que su gestión empresarial así lo requiera. Su personal podrá ser tanto funcionario como personal sujeto a derecho laboral, mientras que las funciones que impliquen ejercicio de autoridad serán desempeñadas siempre por personal funcionario.
La Agencia se creó por el Decreto-ley 5/2010, y cuando se produzca su constitución efectiva asumirá todas las relaciones jurídicas, bienes, derechos y obligaciones de la Empresa Pública Desarrollo Agrario y Pesquero (DAP), que quedará extinguida simultáneamente, continuando hasta entonces el desempeño de sus funciones conforme a su normativa actual. La nueva entidad, que quedará adscrita a la Consejería de Agricultura y Pesca, tendrá personalidad jurídica pública diferenciada y plena capacidad jurídica y de obrar, patrimonio y tesorería propios, así como autonomía de gestión; lo cual le permitirá la realización de sus funciones de ejecución de programas y acciones de fomento, vigilancia e inspección, así como la prestación y gestión de servicios públicos y de asistencia técnica en materia agraria y pesquera.

## Evolución

### Origen (1989)
En base al artículo 18.1.4a del Estatuto de Autonomía de Andalucía, las competencias relativas a la reforma y desarrollo del sector agrario y a la mejora y ordenación de las explotaciones agrícolas, ganaderas y forestales son de competencia autonómica. Para tal fin se creó el Instituto Andaluz de Reforma Agraria (IARA) por Ley 8/1984, de 3 de julio, de Reforma Agraria. Una de las funciones básicas del IARA es la adquisición de tierras para ser aplicadas a los fines de reforma agraria. En el artículo 54 de la Ley de Reforma Agraria se prevé que la gestión será llevada a cabo por el mismo IARA directamente o por la empresa que al efecto se constituya. 
La Empresa Andaluza de Gestión de Tierras, S.A. (GETISA) nació con el fin de dotar a la actividad que supone la gestión de las tierras adquiridas por la Administración Autónoma, de los medios suficientes para obtener de éstas el máximo aprovechamiento social y rentabilidad económica hasta el momento en que, una vez culminados los procesos de transformación necesarios, sean entregadas a los trabajadores agrícolas y agricultores.
GETISA se encargaría también de la adquisición de tierras y la realización de obras de infraestructura rural y de trabajos, sirviendo así, dada su actuación en régimen de Derecho privado, como importante instrumento para acometer, con la agilidad y operatividad que se requiere de la Administración Pública, estas tareas imprescindibles para potenciar el rendimiento y la productividad de las tierras que han de gestionarse.

### Cambio de denominación (1996)
Los objetivos y funciones de la empresa conforme fueron previstos por la Ley de Reforma Agraria, se complementaron con un fuerte impulso de las actuaciones de modernización y reforma de las infraestructuras agrarias y pesqueras y de desarrollo rural en general, con un carácter mucho más amplio que la estricta reforma agraria.
Por estos motivos, y mediante el Decreto 180/1996 de 7 de mayo, se amplió el objeto social de la empresa dando cabida a este tipo de actuaciones, permitiendo así la utilización de este medio de la Administración andaluza con una mayor potencialidad. Todos estos cambios se vieron reflejados en su nueva denominación: Empresa Pública Desarrollo Agrario y Pesquero S.A.

### Conversión de Empresa pública en Agencia de régimen especial (2011)
Por la Ley 1/2011 la extinta DAP se convierte en Agencia de régimen especial, con capacidad para la gestión de las políticas agrarias y pesqueras de la Comunidad Autónoma de Andalucía.